# James Graham Ballard/Bibliografie
Diese Bibliografie listet Werke des Autors James Graham Ballard auf.
Wird bei Kurzgeschichten als Quelle nur Titel und Jahr angegeben, so findet sich die vollständige Angabe bei der entsprechenden Sammelausgabe.

## Serien und Zyklen
Die Serien sind nach dem Erscheinungsjahr des ersten Teils geordnet.
Vermilion Sands
- Prima Belladonna (in: Science Fantasy #20, 1956)
  - Deutsch: Die Frau und die Orchidee. In: Lore Matthaey (Hrsg.): Der rationierte Raum. Pabel (Utopia #403), 1964. Auch als: Prima Belladonna. In: Die Tausend Träume von Stellavista und andere Vermilion-Sands-Stories. 1972.
- Mobile (in: Science Fantasy, June 1957; auch: Venus Smiles, 1967)
  - Deutsch: Die unheimliche Plastik. Teil 1 in: Wallace West: Vorposten im All. Pabel (Utopia #401), 1964. Teil 2 in: Adam Lukens: Der Priester-König. Pabel (Utopia #402), 1964. Auch als: Die Venus lächelt. In: Die Tausend Träume von Stellavista und andere Vermilion-Sands-Stories. 1972. Auch als: Das Lächeln der Venus. Übersetzt von: Michael Nagula. In: Walter Spiegl (Hrsg.): Science-Fiction-Stories 81. Ullstein SF&F #31012, 1980, ISBN 3-548-31012-5.
- Studio 5, The Stars (1961, in: Science Fantasy, #45 February)
  - Deutsch: In: Lore Matthaey (Hrsg.): Die steinernen Tränen. Pabel (Utopia  #424), 1965. Auch als: Studio 5. In: Die Tausend Träume von Stellavista und andere Vermilion-Sands-Stories. 1972.
- The Singing Statues (in: Fantastic Stories of Imagination, July 1962)
  - Deutsch: Die singenden Plastiken. In: Die Tausend Träume von Stellavista und andere Vermilion-Sands-Stories. 1972. Auch als: Die singenden Skulpturen. In: Die Stimmen der Zeit. 2007.
- The Thousand Dreams of Stellavista (in: Amazing Stories, March 1962)
  - Deutsch: Die Tausend Träume von Stellavista. In: Die Tausend Träume von Stellavista und andere Vermilion-Sands-Stories. 1972.
- The Screen Game (in: Fantastic Stories of Imagination, October 1963)
  - Deutsch: Das Kulissenspiel. In: Die Tausend Träume von Stellavista und andere Vermilion-Sands-Stories. 1972.
- The Cloud-Sculptors of Coral D (in: The Magazine of Fantasy and Science Fiction, December 1967)
  - Deutsch: Wolkenspiele. In: Roger Zelazny (Hrsg.): Eispiloten. Übersetzt von Ursula Richter. Lichtenberg (SF für Kenner #11), 1971, ISBN 3-7852-2011-1. Auch als: Die Wolkenbildner von Coral D. In: Die Tausend Träume von Stellavista und andere Vermilion-Sands-Stories. 1972.
- Cry Hope, Cry Fury! (in: The Magazine of Fantasy and Science Fiction, October 1967)
  - Deutsch: Hope Cunard. In: Die Tausend Träume von Stellavista und andere Vermilion-Sands-Stories. 1972.
- Say Goodbye to the Wind (in: Fantastic, August 1970)
  - Deutsch: Sag dem Wind Lebewohl. In: Die Tausend Träume von Stellavista und andere Vermilion-Sands-Stories. 1972.

Empire of the Sun (Romane)
- 1 Empire of the Sun (1984)
  - Deutsch: Das Reich der Sonne. Übersetzt von Juliane Gräbener und Marianne Menzel. Piper, München 1985, ISBN 3-492-02991-4.
- 2 The Kindness of Women (1991)
  - Deutsch: Das grosse Herz der Frauen. Übersetzt von Joachim Körber. Piper, München 1993, ISBN 3-492-03577-9.

## Romane
- Storm-Wind (1961, 2 Teile in: New Worlds Science Fiction, #110 September ff.; auch: The Wind from Nowhere, 1962)
  - Deutsch: Der Sturm aus dem Nichts. Übersetzt von Gisela Stege. Heyne SF&F #3028, 1964, DNB 450216195. Auch als: Luft oder Der Sturm aus dem Nichts. In: Zeit endet oder Die Elemente. 1991.
- The Drowned World (1962)
  - Deutsch: Karneval der Alligatoren. Übersetzt von Inge Wiskott. Marion von Schröder (SF & Fantastica), 1970, ISBN 3-547-71153-3. Auch als: Paradiese der Sonne. Übersetzt von Joachim Körber. Edition Phantasia (Phantasia Paperback SF #1010), Bellheim 2008, ISBN 978-3-937897-28-8. Auch als: Die Flut. Übersetzt von Helma Schleif. Diaphanes, Zürich 2023, ISBN 978-3-0358-0454-6
- The Burning World (1964; auch: The Drought, 1965)
  - Deutsch: Welt in Flammen. Übersetzt von Wulf H. Bergner.  Heyne SF&F #3114, 1968, DNB 455603758. Auch als: Die Dürre. Übersetzt von: Maria Gridling. Suhrkamp (Phantastische Bibliothek #116), 1984, ISBN 3-518-37475-3. Auch als: Wasser oder Die Dürre. In: Zeit endet oder Die Elemente. 1991.
- The Crystal World (1966)
  - Deutsch: Kristallwelt. Übersetzt von Margarete Bormann. Marion von Schröder (SF & Fantastica), 1969 DNB 455603766. Auch: Suhrkamp (Phantastische Bibliothek 75#), 1982, ISBN 978-3-518-37318-7. Auch als: Erde oder Die Kristallwelt. In: Zeit endet oder Die Elemente. 1991. Auch als: Kristallwelt. Übersetzt von Joachim Körber. Edition Phantasia, 2005, ISBN 3-937897-06-2.
- Crash (1973)
  - Deutsch: Crash. Übersetzt von Joachim Körber. Edition Phantasia, 1985, ISBN 3-924959-02-1.
- Concrete Island (1974)
  - Deutsch: Die Betoninsel. Heyne SF&F #3803, 1981, ISBN 3-453-30744-5. Auch als: Betoninsel. Übersetzt von Herbert Genzmer. Suhrkamp (Phantastische Bibliothek #283), 1992, ISBN 3-518-38453-8.
- High-Rise (1975; auch: High Rise, 1988)
  - Deutsch: Der Block. Übersetzt von Walter Brumm. Heyne SF&F #3855, 1982, ISBN 3-453-30785-2. Auch als: Hochhaus. Übersetzt von Michael Koseler. Suhrkamp (Phantastische Bibliothek #288), 1992, ISBN 3-518-38059-1. Auch als: High-Rise. Übersetzt von Michael Koseler. Diaphanes (Allgemeine Reihe #4932), 2016, ISBN 978-3-03734-932-8.
- The Unlimited Dream Company (1979)
  - Deutsch: Freiflüge. Mit einer Metamorphose von Mario Fuhr. Übersetzt von Michael Walter. Robinson (Germany) (Bibliothek des Abenteuers), 1982, ISBN 3-88592-015-8. Auch als: Traum-GmbH. Übersetzt von Michael Bodmer. Suhrkamp (Phantastische Bibliothek #164), 1987, ISBN 3-518-37722-1.
- Hello, America! (1981)
  - Deutsch: Hallo Amerika! Übersetzt von Rudolf Hermstein. Suhrkamp (Phantastische Bibliothek #95), 1984, ISBN 3-518-37395-1.
- News from the Sun (1982, Kurzroman in: Myths of the Near Future)
  - Deutsch: Nachrichten von der Sonne. In: Mythen der nahen Zukunft. 1985.
- The Day of Creation (1987)
  - Deutsch: Der Tag der Schöpfung. Übersetzt von Detlef Neuls. Piper, München 1990, ISBN 3-492-03320-2.
- Running Wild (1988, Kurzroman)
  - Deutsch: Running Wild. Edition Phantasia, 1997, ISBN 3-924959-44-7.
- Rushing to Paradise (1994)
  - Deutsch: Stürmt das Paradies! Edition Phantasia, 1996, ISBN 3-924959-37-4. Auch als: Höllentrip ins Paradies. Übersetzt von Bernhard Riettz. Goldmann #43575, 1997, ISBN 3-442-43575-7.
- Cocaine Nights (1996)
  - Deutsch: Weißes Feuer. Übersetzt von Joachim Körber. Goldmann #43961, 1998, ISBN 3-442-43961-2.
- Super-Cannes (2000)
- Millennium People (2003)
  - Deutsch: Millennium People. Übersetzt von Jan Bender. Diaphanes, 2018, ISBN 978-3-0358-0045-6.
- Kingdom Come (2006)
  - Deutsch: Das Reich kommt. Übersetzt von Eike Schönfeld. Diaphanes, 2019, ISBN 978-3-0358-0136-1.

## Sammlungen
- The Voices of Time and Other Stories (1962)
- Billenium (1962)
- The 4-Dimensional Nightmare (1963; auch: The Voices of Time, 1984)
  - Deutsch: Der vierdimensionale Alptraum. Übersetzt von Wolfgang Eisermann. Marion von Schröder #71158, 1973, ISBN 3-547-71158-4. Auch: Suhrkamp (Phantastische Bibliothek 127), 1984, ISBN 3-518-37514-8
- Passport to Eternity (1963)
- The Terminal Beach (1964)
  - Deutsch: Billennium. Übersetzt von: Michael Walter und Alfred Scholz. Suhrkamp (Phantastische Bibliothek #96), 1983, ISBN 3-518-37396-X.
- The Drowned World & The Wind from Nowhere (1965, Sammelausgabe)
- The Impossible Man and Other Stories (1966)
  - Deutsch: Der unmögliche Mensch und andere Stories. Übersetzt von Alfred Scholz. Marion von Schröder (SF & Fantastica), 1971, ISBN 3-547-71154-1.
- The Day of Forever (1967)
  - Deutsch: Der ewige Tag. Übersetzt von Michael Walter. Suhrkamp (Phantastische Bibliothek #56), 1981, ISBN 3-518-37227-0.
- The Disaster Area (1967)
  - Deutsch: Das Katastrophengebiet. Übersetzt von Charlotte Franke und Alfred Scholz. Suhrkamp (Phantastische Bibliothek #103), 1983, ISBN 3-518-37424-9.
- The Overloaded Man (1967)
- The Atrocity Exhibition (1970; auch: Love & Napalm: Export U.S.A., 1972)
  - Deutsch: Liebe und Napalm: Export USA. Übersetzt von Carl Weissner. Melzer, 1970, DNB 455603731. Auch als: Die Schreckensgalerie. Übersetzt von Carl Weissner. Ed. Phantasia, 1985, ISBN 3-924959-04-8. Auch als: Liebe & Napalm. Mit einem Nachwort von Thomas Ballhausen und Thomas Edlinger. Übersetzt von Carl Weissner. Milena-Verlag (Exquisite corpse #2), 2008, ISBN 978-3-85286-166-1.
- Chronopolis and Other Stories (1971)
- Vermilion Sands (1971)
  - Deutsch: Die tausend Träume von Stellavista und andere Vermilion-Sands-Stories. Übersetzt von Alfred Scholz. Marion von Schröder (SF & Fantastica), 1972, ISBN 3-547-71157-6. Auch als: Die Tausend Träume von Stellavista. Heyne SF&F #3394, 1974, ISBN 3-453-30289-3. Auch als:  Die tausend Träume von Stellavista und andere Vermilion-Sands-Stories. Suhrkamp (Phantastische Bibliothek #79), 1982, ISBN 3-518-37333-1.
- Low Flying Aircraft (1976)
  - Deutsch: Der tote Astronaut. Übersetzt von Michael Walter. Suhrkamp (Phantastische Bibliothek #107), 1983, ISBN 3-518-37440-0.
- The Best of J. G. Ballard (1977)
- The Best Short Stories of J. G. Ballard (1978)
- The Venus Hunters (1980)
  - Deutsch: Die Zeitgräber. Übersetzt von Charlotte Franke. Suhrkamp (Phantastische Bibliothek #138), 1984, ISBN 3-518-37582-2.
- Myths of the Near Future (1982)
  - Deutsch: Mythen der nahen Zukunft. Übersetzt von Franz Rottensteiner. Suhrkamp (Phantastische Bibliothek #154), 1985, ISBN 3-518-37667-5.
- Memories of the Space Age (1988)
- War Fever (1989)
  - Deutsch: Kriegsfieber. Übersetzt von Joachim Körber. Edition Phantasia #41, 1996, ISBN 3-924959-41-2.
- Der Garten der Zeit. (Dt. Originalzusammenstellung) Übersetzt von: Alfred Scholz, Michael Walter, Wolfgang Eisermann, Charlotte Franke und Franz Rottensteiner. Suhrkamp (Phantastische Bibliothek #256), 1990, ISBN 3-518-38252-7.
- Zeit endet oder Die Elemente. Übersetzt von: Gisela Stege / Maria Gridling / Margarete Bormann. Heyne (Bibliothek der Science Fiction Literatur #82), 1991, ISBN 3-453-04515-7.
- The Crystal World / Crash / Concrete Island (1991, Sammelausgabe)
- The Complete Short Stories, 2001; auch: The Complete Short Stories: Volume I, 2006
  - Deutsch: Die Stimmen der Zeit. Übersetzt von Angela Herrmann und Hannes Riffel. Heyne (Meisterwerke der SF), 2007, ISBN 978-3-453-52229-9.
- The Complete Short Stories (Part II), 2001; auch: The Complete Short Stories: Volume II, 2006
  - Deutsch: Vom Leben und Tod Gottes. Übersetzt von Angela Herrmann und Hannes Riffel. Heyne (Meisterwerke der SF), 2007, ISBN 978-3-453-52277-0.
- Crash / Die Betoninsel / Der Block. Area, 2004, ISBN 3-89996-257-5.
- The Fourdimensional Nightmare
  - Deutsch: Der vierdimensionale Alptraum. Übersetzt von Wolfgang Eisermann. Suhrkamp (Phantastische Bibliothek #127), 1984, ISBN 3-518-37514-8.

## Kurzgeschichten
1956
- Escapement (in: New Worlds Science Fiction, #54 December 1956)
  - Deutsch: Hemmung. In: Die Zeitgräber und andere phantastische Erzählungen. 1984.

1957
- Build-Up (in: New Worlds Science Fiction, #55 January 1957; auch: The Concentration City, 1967)
  - Deutsch: Die Mauer. In: Tyrannei der Uhren … und andere Utopia-Kurzgeschichten. Pabel (Utopia #415), 1964. Auch als: Die Konzentrationsstadt. In: Das Katastrophengebiet. 1983.
- Manhole 69 (in: New Worlds Science Fiction, #65 November 1957)
  - Deutsch: Einstieg 69. In: Das Katastrophengebiet. 1983.
- Built Up (1957)
  - Deutsch: Die Mauer. In: Lore Matthaey (Hrsg.): Tyrannei der Uhren. Pabel (Utopia #415), 1964.
- The Concentration City (1957)
  - Deutsch: Die Konzentrationsstadt. In: Das Katastrophengebiet. 1983.

1958
- Track 12 (in: New Worlds Science Fiction, #70 April 1958)
  - Deutsch: Technische Spielerei. In: Jürgen vom Scheidt (als Thomas Landfinder) (Hrsg.): Liebe 2002. Bärmeier & Nikel, 1971. Auch als: Aufnahme. In: Dolly Dolittle (Hrsg.): Dolly Dolittle’s Crime Club 4. Diogenes detebe #12004, 1974, ISBN 3-257-20664-X. Auch als: Spur 12. In: Die Zeitgräber und andere phantastische Erzählungen. 1984.

1959
- The Waiting Grounds (in: New Worlds Science Fiction, #88 November 1959)
  - Deutsch: Die Warte-Gründe. In: Der ewige Tag. 1981.
- Now: Zero (1959, in: Science Fantasy, #38 December)
  - Deutsch: Jetzt: Null! Teil 1 in: R. L. Fanthorpe (Hrsg.): Das Atom-Gespenst. Pabel (Utopia #39), 1964. Teil 2 in: Joan Hunter Holly (Hrsg.): Vom Grauen gejagt. Pabel (Utopia #40), 1964. Auch als: Jetzt: Null. In: Die Zeitgräber und andere phantastische Erzählungen. 1984.

1960
- The Sound-Sweep (1960, in: Science Fantasy, #39 February; auch: The Sound Sweep, 1961)
  - Deutsch: Der Klangsauger. In: Der vier-dimensionale Alptraum. 1973.
- Zone of Terror (1960, in: New Worlds Science Fiction, #92 March)
  - Deutsch: Zone des Schreckens. In: Das Katastrophengebiet. 1983.
- Chronopolis (1960, in: New Worlds Science Fiction, #95 June)
  - Deutsch: Tyrannei der Uhren. In: Tyrannei der Uhren … und andere Utopia-Kurzgeschichten. Pabel (Utopia  #415), 1964. Auch als: Chronopolis. In: Der vier-dimensionale Alptraum. 1973.
- The Last World of Mr. Goddard (1960, in: Science Fantasy, #43 October)
  - Deutsch: Die letzte Welt des Mr. Goddard. In: Lore Matthaey (Hrsg.): Science-Fiction Cocktail 3. Pabel (Utopia #437), 1965. Auch als: Mr. Goddards letzte Welt. In: Der ewige Tag. 1981.
- The Voices of Time (1960, in: New Worlds Science Fiction, #99 October)
  - Deutsch: Die Stimmen der Zeit. In: Der vier-dimensionale Alptraum. 1973.
- The Sound Sweep (1960)
  - Deutsch: Der Klangsauger. In: Der vierdimensionale Alptraum. Übersetzt von Wolfgang Eisermann. Heyne SF&F #3509, 1976, ISBN 3-453-30399-7.

1961
- Deep End (1961, in: New Worlds Science Fiction, #106 May)
  - Deutsch: Der Fisch. In: Der Teufel Rastignac … und andere Utopia-Kurzgeschichten. Pabel (Utopia #421), 1965. Auch als: Aus und vorbei. In: Billennium. 1983.
- The Overloaded Man (1961, in: New Worlds Science Fiction, #108 July)
  - Deutsch: Der überlastete Mann. In: Der vier-dimensionale Alptraum. 1973.
- Mr F. is Mr F. (1961, in: Science Fantasy, #48 August)
  - Deutsch: Mr. F. ist Mr. F. In: Das Katastrophengebiet. 1983.
- Billenium (1961, in: New Worlds Science Fiction, #112 November; auch: Billennium, 2001)
  - Deutsch: Der rationierte Raum. In: Lore Matthaey (Hrsg.): Der rationierte Raum. Pabel (Utopia #40), 1964. Auch als: Rationierter Raum. In: Jörg Weigand (Hrsg.): Vorbildliches Morgen: Experten stellen ausgewählte Science Fiction-Stories vor. Asgard (Germany) (Asgard #74201), 1978, ISBN 3-537-74201-0. Auch als: Billenium. In: Helmut G. Gabriel und Helga Gabriel (Hrsg.): SF Star 1983 / 4. Innovation Design SF Star #198304, 1983. Auch als: Billennium. In: Billennium. 1983.
- The Gentle Assassin (1961, in: New Worlds Science Fiction, #113 December)
  - Deutsch: Das korrigierte Attentat. In: Der rationierte Raum … und andere Stories aus der Zukunft. Pabel (Utopia #403), 1964. Auch als: Der freundliche Attentäter. In: Der ewige Tag. 1981.
- The Deep End (1961)
  - Deutsch: Der Fisch. In: Lore Matthaey (Hrsg.): Der Teufel Rastignac. Pabel (Utopia #421), 1965.

1962
- The Drowned World (1962, in: Science Fiction Adventures, No. 24)
- The Insane Ones (in: Amazing Stories, January 1962)
  - Deutsch: Mord im Hyperraum. Pabel (Utopia #419), 1965. Auch als: Die Irrsinnigen. Teil 1 in: John S. Glasby (Hrsg.): Mord im Hyperraum. Pabel (Utopia #419), 1965. Teil 2 in: H. Kenneth Bulmer (Hrsg.): Der Hexer der Poseidon. Pabel (Utopia #42), 1965. Auch als: Die Wahnsinnigen. In: Der ewige Tag. 1981.
- The Garden of Time (in: The Magazine of Fantasy and Science Fiction, February 1962)
  - Deutsch: Der Garten der Zeit. In: Der vier-dimensionale Alptraum. 1973.
- Thirteen to Centaurus (in: Amazing Stories, April 1962; auch: Thirteen for Centaurus, 1972)
  - Deutsch: Dreizehn unterwegs zum Alpha Centauri. In: Der vier-dimensionale Alptraum. 1973. Auch als: Dreizehn unterwegs zum Planeten Centauri. In: Die Stimmen der Zeit. 2007.
- The Cage of Sand (1962, in: New Worlds Science Fiction, #119 June; auch: Cage of Sand, 1994)
  - Deutsch: Der Sandkäfig. In: Der vier-dimensionale Alptraum. 1973.
- Passport to Eternity (in: Amazing Stories, June 1962)
  - Deutsch: Visum für die Ewigkeit. In: Werner Fuchs (Hrsg.): Visum für die Ewigkeit. Droemer Knaur (Knaur SF&F #5743), 1982, ISBN 3-426-05743-3. Auch als: Schlüssel zur Ewigkeit. In: Die Zeitgräber und andere phantastische Erzählungen. 1984.
- The Watch-Towers (1962, in: Science Fantasy, #53 June; auch: The Watchtowers, 1971)
  - Deutsch: Die Wachttürme. In: Der vier-dimensionale Alptraum. 1973.
- The Man on the 99th Floor (1962, in: New Worlds Science Fiction, #120 July)
  - Deutsch: Der Mann im 99. Stock. In: Der ewige Tag. 1981.

1963
- The Subliminal Man (1963, in: New Worlds Science Fiction, January)
  - Deutsch: Fort mit dem Alten! In: Fort mit dem Alten … und andere Utopia-Kurzgeschichten. Pabel (Utopia #427), 1965. Auch als: Der unterbewußte Mann. In: Das Katastrophengebiet. 1983. Auch als: Der unterbewusste Mensch. In: Die Stimmen der Zeit. 2007.
- A Question of Re-Entry (in: Fantastic Stories of Imagination, March 1963)
  - Deutsch: Eine Frage des Wiedereintritts. In: Billennium. 1983.
- The Sherrington Theory (in: Amazing Stories, March 1963; auch: The Reptile Enclosure, 1985)
  - Deutsch: Das Schlangengehege. In: Der unmögliche Mensch und andere Stories. 1971.
- The Time-Tombs (in: If, March 1963)
  - Deutsch: Die Zeitgräber. In: Science-Fiction-Cocktail: Band I. Pabel (Utopia #435), 1965.
- Now Wakes the Sea (in: The Magazine of Fantasy and Science Fiction, May 1963)
  - Deutsch: Lockende See. In: Charlotte Winheller (Hrsg.): Die Esper greifen ein. Heyne Allgemeine Reihe #260, 1963. Auch als: Robinsons Nachkomme. Pabel (Utopia #434), 1965. Auch als: Mason und die See. In: Donald A. Wollheim (Hrsg.): Robinsons Nachkomme. Pabel (Utopia #434), 1965. Auch als: Das Meer erwacht. In: Das Katastrophengebiet. 1983.
- End-Game (1963, in: New Worlds Science Fiction, June)
  - Deutsch: Das letzte Spiel. In: Fort mit dem Alten … und andere Utopia-Kurzgeschichten. Pabel (Utopia #427), 1965. Auch als: Endspiel. In: Billennium. 1983.
- Minus One (1963, in: Science Fantasy, #59 June)
  - Deutsch: Die letzte Welt des Mr. Goddard. In: Science-Fiction-Cocktail. Pabel (Utopia #437), 1965. Auch als: Minus eins. In: Science-Fiction-Cocktail: Band II. Pabel (Utopia #436), 1965.
- The Encounter (in: Amazing Stories, June 1963; auch: The Venus Hunters, 1967)
  - Deutsch: Der Kellner und der Astronom. In: Science-Fiction-Cocktail. Pabel (Utopia #437), 1965. Auch als: Die Venusjäger. In: Die Zeitgräber und andere phantastische Erzählungen. 1984.
- The Sudden Afternoon (in: Fantastic Stories of Imagination, September 1963)
  - Deutsch: Seelenwanderung. In: Science-Fiction-Cocktail: Band I. Pabel (Utopia #435), 1965. Auch als: Der unvermutete Nachmittag. In: Der ewige Tag. 1981. Auch als: Ein unerwarteter Nachmittag. In: Die Stimmen der Zeit. 2007.

1964
- Time of Passage (1964, in: Science Fantasy, #63 February)
  - Deutsch: Die Zeit des Laufes. In: Der unmögliche Mensch. Heyne SF&F #3324, 1971. Auch als: Die Zeit des Laufs. In: Der unmögliche Mensch und andere Stories. 1971. Auch als: Durchgangszeit. In: Die Zeitgräber und andere phantastische Erzählungen. 1984. Auch als: Das Ende ist nur der Beginn. In: Pamela Sargent und Ian Watson (Hrsg.): Das unentdeckte Land. Bastei Lübbe SF-Special #24112, 1988, ISBN 3-404-24112-6.
- The Lost Leonardo (in: The Magazine of Fantasy and Science Fiction, March 1964)
  - Deutsch: Wanderer durch Zeit und Raum. In: Walter Ernsting (Hrsg.): Wanderer durch Zeit und Raum. Heyne SF&F #3031, 1964. Auch als: Der verlorene Leonardo. In: Billennium. 1983. Auch als: Der verschollene Leonardo. In: Vom Leben und Tod Gottes. 2007.
- Prisoner of the Coral Deep (in: Argosy (UK), March 1964)
  - Deutsch: Gefangener der Korallentiefe. In: Der ewige Tag. 1981. Auch als: Gefangener des Korallenmeeres. In: Vom Leben und Tod Gottes. 2007.
- The Terminal Beach (1964, in: New Worlds Science Fiction, March)
  - Deutsch: Eiland des Todes. In: Eiland des Todes … und andere Utopia-Kurzgeschichten. Pabel (Utopia #432), 1965. Auch als: Endstation Strand. In: Hans Joachim Alpers und Werner Fuchs (Hrsg.): Die Sechziger Jahre I. Hohenheim (Edition SF im Hohenheim Verlag), 1983, ISBN 3-8147-0034-1. Auch als: Der finale Strand. In: Billennium. 1983. Auch als: Endzeitstrand. In: James Gunn (Hrsg.): Von Clement bis Dick. Heyne (Bibliothek der Science Fiction Literatur #95), 1990, ISBN 3-453-03911-4. Auch als: Der letzte Strand. In: Vom Leben und Tod Gottes. 2007.
- Equinox (2 Teile in: New Worlds SF, #142 May-June 1964 f.)
- The Illuminated Man (in: The Magazine of Fantasy and Science Fiction, May 1964)
  - Deutsch: Die Kristallwelt. In: Charlotte Winheller (Hrsg.): Die Kristallwelt. Heyne SF&F #3027, 1964. Auch als: Der illuminierte Mann. In: Billennium. 1983. Auch als: Der leuchtende Mann. In: Vom Leben und Tod Gottes. 2007.
- The Delta at Sunset (1964, in: J. G. Ballard: The Terminal Beach)
  - Deutsch: Das Delta bei Sonnenuntergang. In: Der unmögliche Mensch und andere Stories. 1971. Auch als: Das Delta bei Sonnenaufgang. In: Billennium. 1983.
- The Drowned Giant (1964, in: The Terminal Beach; auch: Souvenir, 1965)
  - Deutsch: Der ertrunkene Riese. In: Der unmögliche Mensch und andere Stories. 1971. Auch als: Der Gigant. In: Damon Knight (Hrsg.): Der Gigant. Lichtenberg (Science Fiction für Kenner #5), 1971, ISBN 3-7852-2005-7.
- The Gioconda of the Twilight Noon (1964, in: J. G. Ballard: The Terminal Beach)
  - Deutsch: Die Gioconda des Mittagszwielichts. In: Der unmögliche Mensch und andere Stories. 1971.
- The Volcano Dances (1964, in: J. G. Ballard: The Terminal Beach)
  - Deutsch: Der Vulkan tanzt. In: Billennium. 1983.

1965
- Dune Limbo (in: New Worlds SF, #148 March 1965)

1966
- Confetti Royale (in: Rogue, Feb/March 1966; auch: The Beach Murders, 1971)
  - Deutsch: Die Morde am Strand. In: Der tote Astronaut. 1983. Auch als: Die Strandmörder. In: Joachim Körber (Hrsg.): Neue Welten. Sphinx (Edition 23), 1983, ISBN 3-85914-410-3.
- You and Me and the Continuum (in: Impulse, March 1966)
  - Deutsch: Du und ich und das Kontinuum. In: Liebe und Napalm: Export USA. Melzer, 1970.
- The Assassination Weapon (in: New Worlds, April 1966)
  - Deutsch: Die Mordwaffe. In: Liebe und Napalm: Export USA. Melzer, 1970.
- The Day of Forever (1966, in: The Impossible Man and Other Stories)
  - Deutsch: Ein Tag Ewigkeit. In: Der unmögliche Mensch und andere Stories. 1971. Auch als: Der ewige Tag. In: Der ewige Tag. 1981.
- The Impossible Man (1966, in: J. G. Ballard: The Impossible Man and Other Stories)
  - Deutsch: Der unmögliche Mensch. In: Der unmögliche Mensch und andere Stories. 1971.
- Storm-Bird, Storm-Dreamer (1966, in: J. G. Ballard: The Impossible Man and Other Stories; auch: Storm Bird, Storm Dreamer)
  - Deutsch: Sturmvogel, Sturmträumer. In: Der unmögliche Mensch und andere Stories. 1971.
- You: Coma: Marilyn Monroe (in: New Worlds, June 1966)
  - Deutsch: Du: Koma: Marilyn Monroe. In: Liebe und Napalm: Export USA. Melzer, 1970.
- The Atrocity Exhibition (in: New Worlds SF, September 1966)
  - Deutsch: Die Schreckensgalerie. In: Liebe und Napalm: Export USA. Melzer, 1970.
- Tomorrow is a Million Years (in: Argosy (UK), October 1966)
  - Deutsch: Morgen ist in Jahrmillionen. In: Der ewige Tag. 1981.

1967
- The Assassination of John F. Kennedy Considered As a Downhill Motor Race (in: New Worlds and SF Impulse, March 1967)
  - Deutsch: Das Attentat auf John Fitzgerald Kennedy unter dem Aspekt eines Autorennens betrachtet. In: Liebe und Napalm: Export USA. Melzer, 1970. Auch als: Das Attentat auf John F. Kennedy, als Bergab-Autorennen inszeniert. In: Joachim Körber (Hrsg.): J. G. Ballard – der Visionär des Phantastischen. Corian (Edition Futurum #6), 1985, ISBN 3-89048-206-6.
- The Death Module (in: New Worlds Speculative Fiction, July 1967; auch: Notes Towards a Mental Breakdown, 0000)
  - Deutsch: Notizen zu einem geistigen Kollaps. In: Liebe und Napalm: Export USA. Melzer, 1970. Auch als: Notizen zu einem geistigen Zusammenbruch. In: Kriegsfieber. 1996.
- The Recognition (1967, in: Harlan Ellison (Hrsg.): Dangerous Visions)
  - Deutsch: Der Zirkus. In: Harlan Ellison (Hrsg.): 15 Science Fiction-Stories II. Heyne-Anthologien #34, 1970. Auch als: Das Wiedererkennen. In: Die Zeitgräber und andere phantastische Erzählungen. 1984.
- The Cloud-Sculptors of Coral-D (1967)
  - Deutsch: Die Wolkenbildner von Coral D. In: Vom Leben und Tod Gottes. 2007.
- The Killing Ground (1967)
  - Deutsch: Das Schlachtfeld. In: Der ewige Tag. 1981.
- Notes From Nowhere (1967)
  - Deutsch: Notizen vom Nullpunkt. In: Frank Rainer Scheck (Hrsg.): Computerträume. dtv Sonderreihe #116, 1970, ISBN 3-423-05416-6.

1968
- The Dead Astronaut (in: Playboy, May 1968)
  - Deutsch: Der tote Astronaut. In: Peter Skodzik, Heinrich Banemann, Rolf Heuter, Regina Hoferichter und Jürgen Rachner (Hrsg.): Slan 1. Selbstverlag Slan #1, 1968. Auch als: Der tote Astronaut. In: Der tote Astronaut. 1983.
- Plan for the Assassination of Jacqueline Kennedy (1968, in: Judith Merril (Hrsg.): England Swings SF)
  - Deutsch: Plan für ein Attentat auf Jacqueline Kennedy. In: Liebe und Napalm: Export USA. Melzer, 1970.
- The Generations of America (in: New Worlds, #183 October 1968)
  - Deutsch: Die Generationen Amerikas. In: Liebe und Napalm: Export USA. Melzer, 1970.
- The Comsat Angels (in: If, December 1968)
  - Deutsch: Die Kommsat-Engel. In: Der tote Astronaut. 1983. Auch als: Die COMSAT-Engel. In: Vom Leben und Tod Gottes. 2007.
- One Afternoon at Utah Beach (1968)
  - Deutsch: Ein Nachmittag am Strandabschnitt „Utah“. In: Die Zeitgräber und andere phantastische Erzählungen. 1984.
- Why I Want to Fuck Ronald Reagan (1968)
  - Deutsch: Warum ich Ronald Reagan ficken möchte. In: Liebe und Napalm: Export USA. Melzer, 1970.

1969
- The Summer Cannibals (in: New Worlds,#186 January 1969)
  - Deutsch: Die Sommer-Kannibalen. In: Liebe und Napalm: Export USA. Melzer, 1970.
- A Place and a Time to Die (in: New Worlds, #194 September-October 1969)
  - Deutsch: Aller Tage Abend. In: Der tote Astronaut. 1983.
- How Dr. Christopher Evans Landed On the Moon (in: New Worlds,#187 February 1969)
  - Deutsch: Wie Dr. Christopher Evans auf dem Mond landete. In: Joachim Körber und Uli Kohnle (Hrsg.): Phantasia Almanach 6. Edition Phantasia Phantasia Almanach #6, 2007.
- The New Science Fiction (1969; mit George MacBeth)
  - Deutsch: Die neue Science Fiction. In: Langdon Jones (Hrsg.): Neue SF 1. Fischer Orbit #31, 1973, ISBN 3-436-01768-X.

1970
- Coitus 80 (in: New Worlds, #197 January 1970)
  - Deutsch: Koitus 80. In: Frank Rainer Scheck (Hrsg.): Koitus 80. Kiepenheuer & Witsch, 1970.
- Journey Across a Crater (in: New Worlds, #198 February 1970)
- Princess Margaret’s Facelift (in: New Worlds, #199 March 1970)
  - Deutsch: Prinzessin Margarets Facelifting. In: Joachim Körber (Hrsg.): Neue Welten. Sphinx (Edition 23), 1983, ISBN 3-85914-410-3.
- Crash! (1970, in: J. G. Ballard: The Atrocity Exhibition)
  - Deutsch: Crash! In: Liebe und Napalm: Export USA. Melzer, 1970.
- The Great American Nude (1970, in: J. G. Ballard: The Atrocity Exhibition)
  - Deutsch: Der große amerikanische Akt. In: Liebe und Napalm: Export USA. Melzer, 1970.
- Love and Napalm: Export U.S.A. (1970, in: J. G. Ballard: The Atrocity Exhibition)
  - Deutsch: Liebe und Napalm: Export USA. In: Liebe und Napalm: Export USA. Melzer, 1970.
- Tolerances of the Human Face (1970, in: J. G. Ballard: The Atrocity Exhibition)
  - Deutsch: Toleranzen des menschlichen Gesichts. In: Liebe und Napalm: Export USA. Melzer, 1970.
- The University of Death (1970, in: J. G. Ballard: The Atrocity Exhibition)
  - Deutsch: Die Universität des Todes. In: Liebe und Napalm: Export USA. Melzer, 1970.

1975
- A Happy Arrangement (in: Science Fiction Monthly, October 1975)
- The Air Disaster (in: Bananas, January 1975)
  - Deutsch: Die Flugzeugkatastrophe. In: Polaris 7. Suhrkamp (Phantastische Bibliothek #104), 1983, ISBN 3-518-37431-1.

1976
- The Greatest Television Show on Earth (1976, in: J. G. Ballard: Low-Flying Aircraft and Other Stories)
  - Deutsch: Die größte Fernseh-Show der Welt. In: Der tote Astronaut. 1983. Auch als: Die fantastischste Fernseh-Show der Welt. In: Vom Leben und Tod Gottes. 2007.
- The Life and Death of God (1976, in: J. G. Ballard: Low-Flying Aircraft and Other Stories)
  - Deutsch: Leben und Tod Gottes. In: Der tote Astronaut. 1983. Auch als: Vom Leben und Tod Gottes. In: Vom Leben und Tod Gottes. 2007.
- Low-Flying Aircraft (1976, in: J. G. Ballard: Low-Flying Aircraft and Other Stories)
  - Deutsch: Tiefflieger. In: Der tote Astronaut. 1983.
- My Dream of Flying to Wake Island (1976, in: J. G. Ballard: Low-Flying Aircraft and Other Stories)
  - Deutsch: Mein Traum, nach Wake Island zu fliegen. In: Der tote Astronaut. 1983.
- The Ultimate City (1976, in: J. G. Ballard: Low-Flying Aircraft and Other Stories)
  - Deutsch: Die ultimate Stadt. In: Der tote Astronaut. 1983. Auch als: Die ideale Stadt. In: Vom Leben und Tod Gottes. 2007.
- The 60 Minute Zoom (1976)
  - Deutsch: Der Sechzig-Minuten-Zoom. In: Die Zeitgräber und andere phantastische Erzählungen. 1984.
- The Smile (1976)
  - Deutsch: Das Lächeln. In: Mythen der nahen Zukunft. 1985.

1977
- The Dead Time (1977, in: Emma Tennant (Hrsg.): Bananas)
  - Deutsch: Die tote Zeit. In: Mythen der nahen Zukunft. 1985. Auch als: Die Zeit der Toten. In: Vom Leben und Tod Gottes. 2007.
- The Intensive Care Unit (1977)
  - Deutsch: Familienglück. In: Mythen der nahen Zukunft. 1985.

1978
- Zodiac 2000 (1978)
  - Deutsch: Tierkreiszeichen 2000. In: Maxim Jakubowski (Hrsg.): Quasar 2. Bastei Lübbe Science Fiction Bestseller #22019, 1980, ISBN 3-404-22019-6. Auch als: Tierkreis 2000. In: Mythen der nahen Zukunft. 1985.

1982
- Memories of the Space Age (in: Interzone, #2 Summer 1982)
  - Deutsch: Erinnerungen an das Raumfahrtzeitalter. In: Franz Rottensteiner (Hrsg.): Phantastische Träume. Suhrkamp (Phantastische Bibliothek #100), 1983, ISBN 3-518-37454-0.
- Myths of the Near Future (in: The Magazine of Fantasy & Science Fiction, October 1982)
  - Deutsch: Mythen der nahen Zukunft. In: Ronald M. Hahn (Hrsg.): Mythen der nahen Zukunft. Heyne SF&F #4062, 1984, ISBN 3-453-31004-7. Auch als: Mythen einer nahen Zukunft. In: Vom Leben und Tod Gottes. 2007.
- From Shanghai to Shepperton (1982; mit David Pringle)
  - Deutsch: Von Shanghai nach Shepperton. In: Joachim Körber (Hrsg.): J. G. Ballard – der Visionär des Phantastischen. Corian (Edition Futurum #6), 1985, ISBN 3-89048-206-6.
- Having a Wonderful Time (1982, in: Myths of the Near Future)
  - Deutsch: Dolce far niente. In: Mythen der nahen Zukunft. 1985.
- A Host of Furious Fancies (1982, in: J. G. Ballard: Myths of the Near Future)
  - Deutsch: Ein Schwarm rasender Phantasievorstellungen. In: Mythen der nahen Zukunft. 1985. Auch als: Wild schwärmende Fantasien. In: Vom Leben und Tod Gottes. 2007.
- Motel Architecture (1982, in: J. G. Ballard: Myths of the Near Future)
  - Deutsch: Motelarchitektur. In: Mythen der nahen Zukunft. 1985.
- News From the Sun (1982)
  - Deutsch: Nachrichten von der Sonne. In: Mythen der nahen Zukunft. 1985.
- The Object of the Attack (1982)
  - Deutsch: Das Angriffsziel. In: Franz Rottensteiner (Hrsg.): Phantastische Aussichten. Suhrkamp (Phantastische Bibliothek #160), 1985, ISBN 3-518-37688-8.
- Theatre of War (1982, in: J. G. Ballard: Myths of the Near Future)
  - Deutsch: Kriegsschauplatz. In: Mythen der nahen Zukunft. 1985. Auch als: Kriegstheater. In: Vom Leben und Tod Gottes. 2007.

1983
- Report on an Unidentified Space Station (1983, in: Maxim Jakubowski (Hrsg.): Lands of Never)
  - Deutsch: Bericht über eine unbekannte Raumstation. In: Franz Rottensteiner (Hrsg.): Phantastische Welten. Suhrkamp (Phantastische Bibliothek #137), 1984, ISBN 3-518-37568-7. Auch als: Bericht über eine nicht identifizierte Raumstation. In: Maxim Jakubowski (Hrsg.): Phantasien aus Niemalsland. Klett-Cotta Hobbit #95254, 1985, ISBN 3-608-95254-3. Auch als: Bericht über eine unidentifizierte Raumstation. In: Kriegsfieber. 1996.

1984
- Re/Search: J. G. Ballard (1984)
  - Deutsch: Der Index. In: Kriegsfieber. 1996.

1985
- The Man Who Walked on the Moon (in: Interzone, #13 Autumn 1985)
  - Deutsch: Der Mann, der auf dem Mond spazierenging. In: Franz Rottensteiner (Hrsg.): Phantastische Zeiten. Suhrkamp (Phantastische Bibliothek #185), 1986, ISBN 3-518-37807-4. Auch als: Der Mann, der auf dem Mond spazieren ging. In: Kriegsfieber. 1996.

1988
- The Secret History of World War 3 (1988, in: Ambit #114)
  - Deutsch: Die Geheimgeschichte des dritten Weltkriegs. In: Wolfgang Jeschke (Hrsg.): Die Zeitbraut. Heyne SF&F #4990, 1993, ISBN 3-453-06210-8. Auch als: Die geheime Geschichte des Dritten Weltkriegs. In: Kriegsfieber. 1996.

1989
- Love in a Colder Climate (in: Interview, January 1989)
  - Deutsch: Liebe unter kälterem Himmel. In: Kriegsfieber. 1996.
- The Largest Theme Park in the World (in: The Guardian, July 7, 1989)
  - Deutsch: Der größte Freizeitpark der Welt. In: Karl Michael Armer und Wolfgang Jeschke (Hrsg.): Neuland: Autoren der Weltliteratur schreiben über die Welt von morgen. Heyne SF&F #5000, 1993, ISBN 3-453-06227-2.
- The Enormous Space (in: Interzone, #30 July-August 1989)
  - Deutsch: Der ungeheure Raum. In: Kriegsfieber. 1996.
- War Fever (in: The Magazine of Fantasy & Science Fiction, October 1989)
  - Deutsch: Kriegsfieber. In: Arthur W. Saha und Donald A. Wollheim (Hrsg.): Die besten Stories der amerikanischen Science Fiction: Worlds Best SF 9. Bastei Lübbe SF-Special #24132, 1990, ISBN 3-404-24132-0.
- Answers to a Questionnaire (1989)
  - Deutsch: Antworten auf einen Fragebogen. In: Kriegsfieber. 1996. Auch als: Antworten eines Verhörs. In: Kriegsfieber. 1996.
- Dream Cargoes (1989)
  - Deutsch: Traumfracht. In: Kriegsfieber. 1996.
- Jane Fonda’s Augmentation Mammoplasty (1989, in: Rudy Rucker, Peter Lamborn Wilson und Robert Anton Wilson (Hrsg.): Semiotext[e] SF)

1990
- Mae West’s Reduction Mammoplasty (1990, in: J. G. Ballard: The Atrocity Exhibition)
- Queen Elizabeth’s Rhinoplasty (1990, in: J. G. Ballard: The Atrocity Exhibition)

1991
- Neil Armstrong Remembers His Journey to the Moon (in: Interzone, #53 November 1991)

1992
- A Guide to Virtual Death (in: Interzone, #56 February 1992)
  - Deutsch: Anleitung zum virtuellen Tod. In: Friedel Wahren und Erik Simon (Hrsg.): Retter der Ewigkeit: Geschichten zwischen Diesseits und Jenseits. Heyne Allgemeine Reihe #13485, 2001, ISBN 3-453-19923-5.
- The Message from Mars (in: Interzone, #58 April 1992)
  - Deutsch: Die Botschaft vom Mars. In: Pandora, Spring 2007. Shayol #69, 2007, ISBN 978-3-926126-69-6.

1996
- The Dying Fall (in: Interzone, #106 April 1996)
- The Secret Autobiography of J. G. B****** (in: Interzone, #106 April 1996; auch: The Autobiography of J.G.B., 2009; auch: The Secret Autobiography of J.G.B., 2009)

2001
- Report from an Obscure Planet (2001, in: J. G. Ballard: The Complete Short Stories)
  - Deutsch: Bericht von einem obskuren Planeten. In: Vom Leben und Tod Gottes. 2007.